# I Classici della Fantascienza e della Fantasy
I Classici della Fantascienza e della Fantasy è stata una collana editoriale di narrativa fantastica pubblicata da Fanucci Editore fra 1989 e 1992, per un totale di sette uscite (quattro volumi singoli e tre opere divise in due tomi ciascuna).

## Storia editoriale
A partire dai tardi anni Ottanta Fanucci Editore aveva imperniato il proprio catalogo sulle tre linee principali Il Libro d'oro della Fantascienza, I Libri di Fantasy. Il Fantastico nella Fantascienza e I Miti di Cthulhu, dedicate rispettivamente ai generi narrativi della fantascienza, del fantasy e dell'horror, e vi aveva gradualmente affiancato collane minori dedicate o agli inediti, quali Dark Fantasy, o alle ristampe da altre collane dismesse, come ad esempio I Maestri del Fantastico. I Classici della Fantascienza e della Fantasy fu appunto una collana minore in cui Fanucci ristampò saghe di più romanzi e racconti riunite in volumi omnibus, per lo più acquisite dal catalogo di editori concorrenti quali Mondadori, La Tribuna e Libra; solo il ciclo della Strumentalità dell'Uomo di Cordwainer Smith era già apparso parzialmente per i tipi di Fanucci, entro Futuro. I Pocket di Fantascienza e Futuro. Biblioteca di Fantascienza. A dispetto del suo nome il progetto ripropose essenzialmente testi fantascientifici, al più di science fantasy, e venne in effetti sospeso durante la pubblicazione della prima opera di fantasy, per altro inedita in Italia. 
Tutta la collana fu stampata con foliazione di 210x135 mm e rilegata in brossura con sovracopertina. Le copertine presentavano illustrazioni a tutta pagina, con il nome della collana stampato in bianco entro un riquadro rosso sul bordo superiore.

## Elenco delle uscite
| Numero | Autore           | Titolo                                     | Note | Anno           | ISBN       |
| ------ | ---------------- | ------------------------------------------ | --- | -------------- | ---------- |
| 1.1    | Cordwainer Smith | Il ciclo della strumentalità. Tomo Primo   | Antologia allestita da Gianni Pilo di un romanzo breve e dodici racconti afferenti al ciclo della Strumentalità dell'Uomo.                    | Aprile 1989    | 8834701127 |
| 1.2    | Cordwainer Smith | Il ciclo della strumentalità. Tomo Secondo | Antologia allestita da Gianni Pilo di dodici racconti afferenti al ciclo della Strumentalità dell'Uomo.                                       | Aprile 1989    | 8834701240 |
| 2      | Jack Vance       | Il ciclo del Grande Pianeta                | Omnibus della dilogia del Grande Pianeta: 1. Glystra 2. Gli Showboat                                                                          | Novembre 1990  | 8834700740 |
| 3      | Leigh Brackett   | Il ciclo marziano                          | Omnibus della trilogia di Marte: 1. E su Marte dominerai 2. La spada di Rhiannon 3. Storie marziane. Raccolta di cinque racconti.             | Febbraio 1990  | 8834700902 |
| 4      | Edmond Hamilton  | Il ciclo dei Lupi dei cieli                | Omnibus della trilogia di Morgan Chane: 1. Il fuggiasco della Galassia 2. Pianeta perduto 3. Le Stelle del Silenzio                           | Settembre 1989 | 8834700953 |
| 5.1    | Keith Laumer     | Il ciclo di Retief. Tomo Primo             | Omnibus del ciclo di Jame Retief, comprende cinque racconti e i due romanzi La guerra di Retief e Il ritorno di Retief.                       | Settembre 1990 | 8834700775 |
| 5.2    | Keith Laumer     | Il ciclo di Retief. Tomo Secondo           | Omnibus del ciclo di Jame Retief, comprende nove racconti e i due romanzi Retief e i signori della guerra e Diplomatico in assetto di guerra. | Febbraio 1991  | 883470066X |
| 6      | Melanie Rawn     | Il ciclo di Dragonprince                   | Primo romanzo della trilogia del Principe Drago.                                                                                              | Ottobre 1991   | 8834700481 |
| 7      | Melanie Rawn     | Il ciclo di Dragonprince                   | Secondo romanzo della trilogia del Principe Drago.                                                                                            | Dicembre 1992  | 883470374X |